# Coelioxys verticalis
Coelioxys verticalis är en biart som beskrevs av Smith 1854. Coelioxys verticalis ingår i släktet kägelbin, och familjen buksamlarbin. Inga underarter finns listade i Catalogue of Life.